# 盧漢德庫約縣

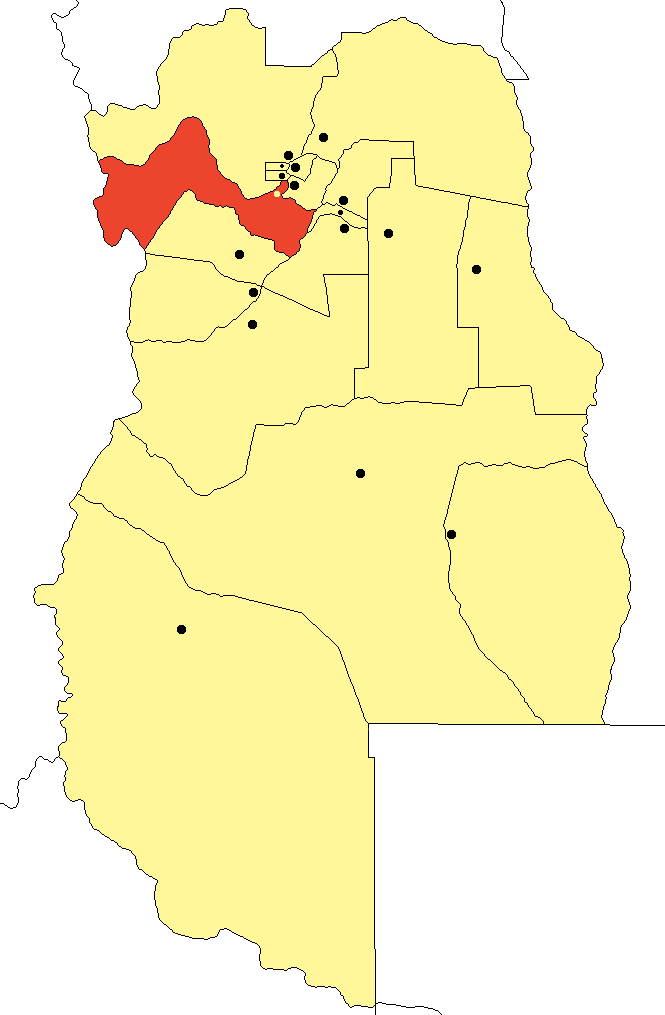

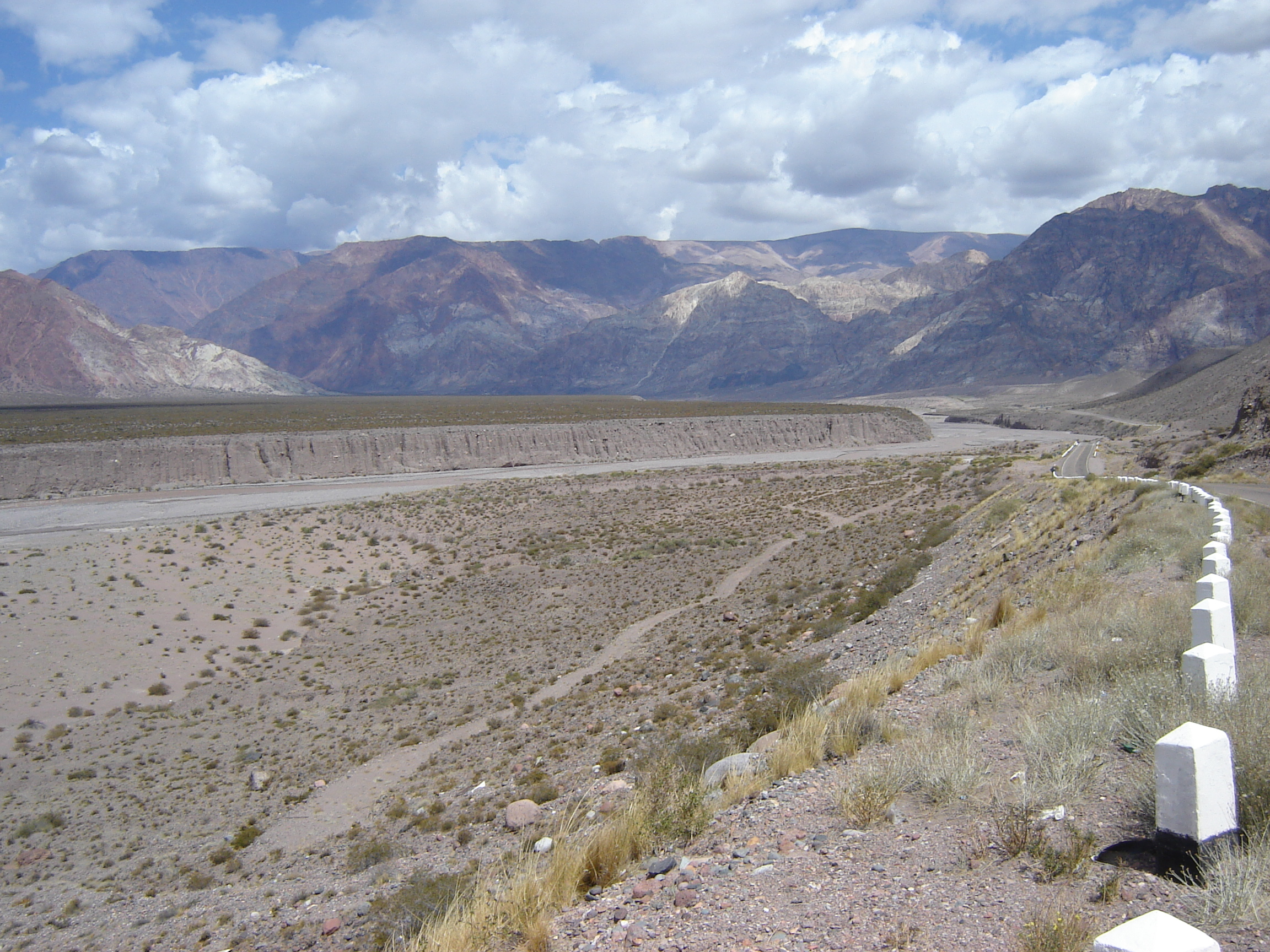
The Andes range in Luján de Cuyo

33°30′S 62°58′W / 33.500°S 62.967°W
盧漢德庫約縣（西班牙語：Departamento Luján de Cuyo），是阿根廷的縣份，位於該國西部門多薩省，首府設於圖盧馬亞鎮，面積4,847平方公里，2010年人口124,418，人口密度每平方公里25.67人。